# Tai Kham Ti
Die Tai Kham Ti (Khamti) sind eine Ethnie, die im Norden von Myanmar und Thailand lebt. Sie selbst betrachten sich zusammen mit elf weiteren als Shan.

## Herkunft
In Birma sind die Kham Ti im nördlichen Shan-Staat und im Kachin-Staat beheimatet, sie bewohnen insbesondere die Bergregionen.
Sie lebten ursprünglich an den Quellen des Irrawaddy. Der großen Eroberungszüge der Shan durch Hinterindien wurden begleitet durch eine ähnliche Bewegung nach Assam hin. Als erste Einwanderer dort erschienen die Ahom (Aham), die 1554 den Brahmanismus annahmen und allmählich in die Hindubevölkerung aufgegangen sind.
Die Kham Ti brachen zuerst zwischen 1780 und 1790 ein. 1839 rebellierten sie gegen die britische Regierung. Eine letzte friedliche Einwanderung erfolgte dann um 1850.